# ساوري أوباتا
ساوري أوباتا (باليابانية: 小畑沙織) مواليد 23 أبريل 1978 في سابورو، هي لاعبة كرة مضرب يابانية سابقة بدأت مسيرتها كمحترفة سنة 1996 وكانت تلعب باليد اليسرى، اعتزلت اللعب في يونيو, 2006. أعلى تصنيف لها في الفردي كان المركز الـ 39 في سنة 2004. أعلى تصنيف لها في الزوجي كان المركز الـ 98 في سنة 2004. سبق أن شاركت في دورة الألعاب الأولمبية الصيفية.

## النهائيات
| الرقم | التاريخ        | الدورة                   | الأرضية | المنافس في النهائي  | النتيجة       |
| 1.    | 18 نوفمبر 2001 | بورت بيري، أستراليا      | صلبة    | بافلينا نولا        | 6–1, 6–2      |
| 2.    | 25 نوفمبر 2001 | نريوتبا، أستراليا        | صلبة    | تشو يون جيونج       | 6–4, 6–1      |
| 3.    | 11 مايو 2003   | فوكوكا، اليابان          | ترابية  | ماريا إلينا كاميرين | 2–6, 6–3, 6–3 |
| 4.    | 3 أبريل 2005   | أوغستا، الولايات المتحدة | صلبة    | فيكتوريا أزارينكا   | 6–2, 6–2      |
| 5.    | 8 مايو 2005    | جيفو، اليابان            | صلبة    | شيهو هيساماتسا      | 6–1, 2–6, 6–4 |

## روابط خارجية
- ساوري أوباتا على موقع رابطة محترفات التنس (الإنجليزية)
- ساوري أوباتا على موقع الاتحاد الدولي لكرة المضرب (الإنجليزية)
- ساوري أوباتا على موقع كأس بيلي جين كينغ (الإنجليزية)
- ساوري أوباتا على موقع خلاصة التنس.كوم (الإنجليزية)
- ساوري أوباتا على موقع أوليمبيديا (الإنجليزية)